# Odostomia striata
Odostomia striata is een slakkensoort uit de familie van de Pyramidellidae. De wetenschappelijke naam van de soort is voor het eerst geldig gepubliceerd in 1880 door A. E. Verrill.